# Q'eqchi'
Le q'eqchi'  (anciennement kekchi) est une langue maya parlée par environ 500 000 locuteurs, principalement au Guatemala et au Belize.

## Répartition géographique
Les 852 012 Guatémaltèques recensés en 2002 comme Q'eqchi', forment la deuxième communauté maya, en importance, du pays. Ils résident dans les départements de Alta Verapaz et de Baja Verapaz, ainsi que dans ceux d'El Petén, du Quiché, et d'Izabal. La langue est aussi parlée dans le district de Toledo, au Belize. Une communauté de Q'eqchi' vit aussi au Salvador.

## Écriture
La langue, comme les autres langues mayas du Guatemala est dotée d'une écriture basée sur l'alphabet latin, dérivée, en partie, de l'orthographe espagnole.
| Majuscules | A | Aa | Bʼ | Ch | Chʼ | E | Ee | H | I | Ii | J | K | Kʼ | L | M | N | O | Oo | P | Q | Qʼ | R | S | T | Tʼ | Tz | Tzʼ | U | Uu | W | X | Y | ʼ |
| Minuscules | a | aa | bʼ | ch | chʼ | e | ee | h | i | ii | j | k | kʼ | l | m | n | o | oo | p | q | qʼ | r | s | t | tʼ | tz | tzʼ | u | uu | w | x | y | ʼ |

## Phonologie
Les tableaux présentent les phonèmes du q'eqchi', avec à gauche l'orthographe en usage au Guatemala.

### Voyelles
|         | Antérieure    | Centrale      | Postérieure   |
| ------- | ------------- | ------------- | ------------- |
| Fermée  | i [i] ii [iː] |               | u [u] uu [uː] |
| Moyenne | e [e] ee [eː] |               | o [o] oo [oː] |
| Ouverte |               | a [a] aa [aː] |               |

### Consonnes
|               |               | Bilabiale | Alvéolaire | Palatale  | Vélaire | Uvulaire | Glottale |
| ------------- | ------------- | --------- | ---------- | --------- | ------- | -------- | -------- |
| Occlusives    | Sourdes       | p [p]     | t [t]      |           | k [k]   | q [q]    | ’ [ʔ]    |
| Occlusives    | Éjectives     |           | tʼ [tʼ]    |           | kʼ [kʼ] | qʼ [qʼ]  |          |
| Occlusives    | Implosives    | bʼ [ɓ]    |            |           |         |          |          |
| Fricatives    | Fricatives    |           | s [s]      | x [ʃ]     |         | j [χ]    | h [h]    |
| Affriquées    | Sourdes       |           | tz [t͡s]    | ch [t͡ʃ]   |         |          |          |
| Affriquées    | Éjectives     |           | tzʼ [t͡sʼ]  | chʼ [t͡ʃʼ] |         |          |          |
| Nasales       | Nasales       | m [m]     | n [n]      |           |         |          |          |
| Liquides      | Liquides      |           | l [l]      |           |         |          |          |
| Roulées       | Roulées       |           | r [r]      |           |         |          |          |
| Semi-voyelles | Semi-voyelles | w [w]     |            | y [j]     |         |          |          |